# Furá
Furá, bolinhos, ou bola de: arroz, inhame, farinha de mandioca, farinha de milho... etc. é a comida ritual votiva, pertinente a vários rituais e orixás da cultura afro brasileira denominado de candomblé.
Este alimento ritual é muito comum nos rituais de limpeza de corpo, bori, assentamento de cabeça, axexê, panã, feitura de santo, sasanha etc.

## Tipos
- Bolas de arroz. O Arroz é cozido na água sem sal, até ficar pastoso, depois batido com uma colher de pau até soltar da panela, em seguida formar os bolos de forma arredondada com as mãos. Esta comida ritual é para os orixás funfuns e rituais de bori, assentamento de cabeça.
- Bolas de farinha. Em um alguidar coloca-se a farinha, depois a água e modela os bolos de forma arredondada com as mãos. Esta comida ritual é para limpeza de corpo e axexê.
- Bolas de inhame. O inhame deve ser bem cozido em água sem sal, depois pilado em pilão, ou com a ponta de um garfo, em seguida sovado para obter uma massa pastosa e modela os bolos de forma arredondada com as mãos. Esta comida ritual é muito apreciada pelos orixás Oxaguiã, Oxalufã, oxalá, Iemanjá e entra em vários rituais como bori, assentamento de cabeça, axexê, panã, feitura de santo, sasanha etc.
- Bolinhos de dendê Em um alguidar coloca-se a farinha, depois a água, azeite de dendê e modela os bolos de forma arredondada com as mãos. Esta comida ritual é para limpeza de corpo, axexê e oferenda ao orixá Exu.
- Bolinhos de egum Em um alguidar coloca-se a farinha, depois a água com aguardente e modela os bolos de forma arredondada com as mãos e acrescenta um pequeno pedaço de carvão vegetal. Esta comida ritual é para limpeza de corpo, axexê e Egum.
- Bolinhos de iemanjá O Arroz ou milho branco é cozido na água sem sal, até ficar pastoso, depois batido com uma colher de pau até soltar da panela, em seguida formar os bolos de forma arredondada com as mãos. Esta comida ritual é para os orixás funfuns e rituais de bori, assentamento de cabeça, em especial como o nome já diz é oferecido para o orixá Iemanjá.
- Bolinho de tapioca A tapioca e colocada em leite de coco e açúcar até ficar pastoso, depois batido com uma colher de pau até soltar da panela e depois sova, em seguida formar os bolos de forma arredondada ou alongada com as mãos. Esta comida ritual é para os orixás funfuns e rituais de bori, assentamento de cabeça.

Os de formas alongadas são fritos em azeite ou óleo, sendo carinhosamente oferendado aos ibejis e apreciados pelo povo do santo.
Nota Este mesmo bolinho é vendido nos tabuleiros das baianas de acarajé com o nome de punheta ou bolinho de estudante
(Dicionário Aurélio)